# نوک‌خنجریان

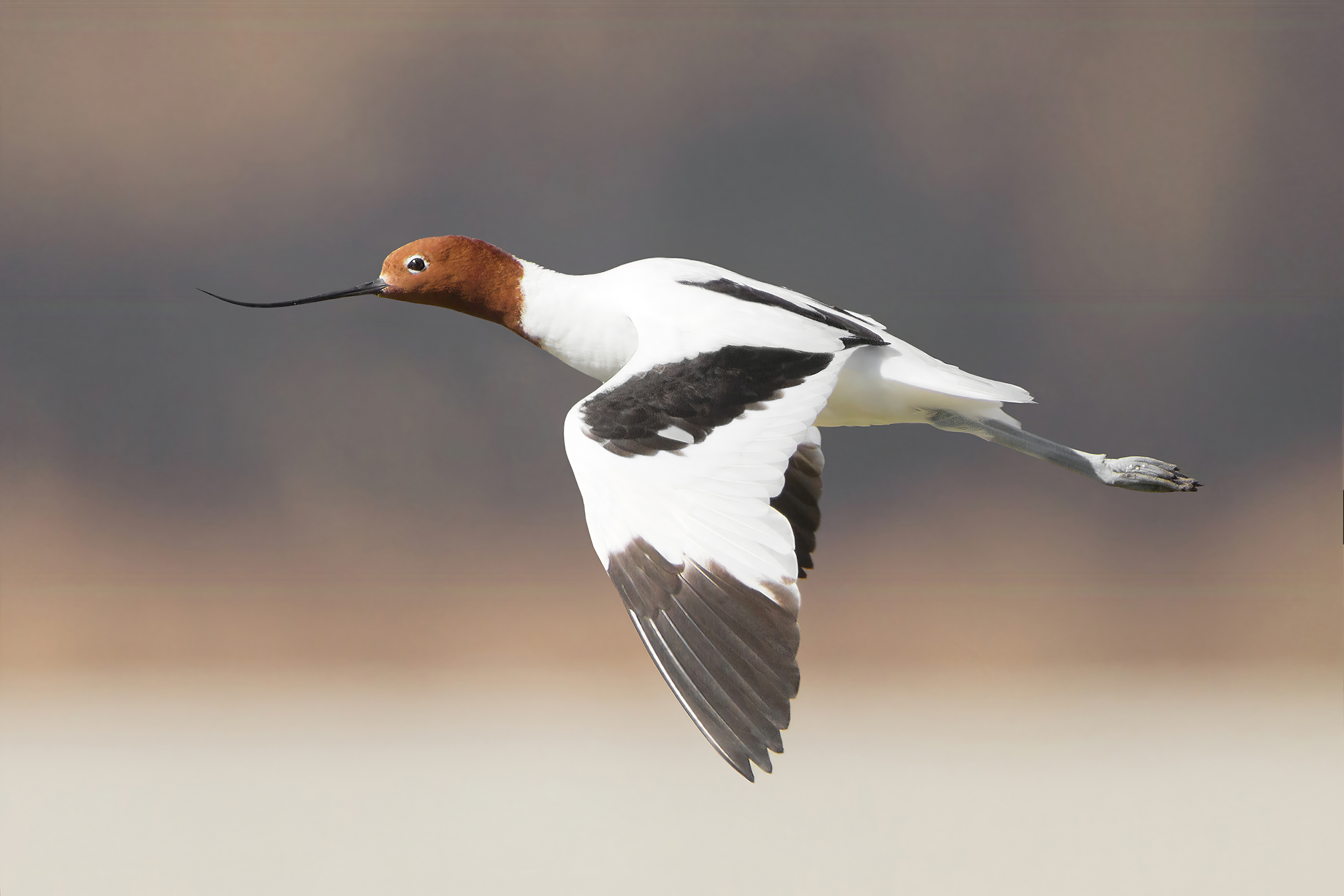
نوک‌خنجری گردن‌سرخ

نوک‌خنجریان (Recurvirostridae) خانواده‌ای از پرندگان کنار آبزی است که بیشتر، دو سرده (جنس) از پرندگان یعنی نوک‌خنجری‌ها و چوب‌پاها را در بر می‌گیرد.
نوک‌خنجریان از راستهٔ سلیم‌سانان هستند و پرندگانی بلند و باریک‌اندام‌اند که پاهای بلند و پرهای زینتی سیاه و سفید و منقار طویل و نازک و غالباً با چرخشی به سمت بالا دارند.
نوک‌خنجری‌ها در سواحل گلی، ماسه‌ای و خورها دیده می‌شود. به‌طور دسته‌جمعی در بین بوته‌ها و علف‌های انبوه و نزدیک به آب‌های کم عمق، روی سواحل ماسه‌ای، دلتای رودخانه‌ها و مرداب‌های ساحلی زاد و ولد می‌کنند.
چوب‌پا در باتلاق‌های مرطوب، مرداب‌ها، مانداب‌های حاصل از طغیان آب دیده می‌شود. به صورت دسته‌جمعی زاد و ولد می‌کند و آشیانه خود را در آب‌های کم عمق یا روی علف‌های انبوه و زمین‌های گلی می‌سازد.
چوب‌پا پرنده‌ای است نیمه‌مهاجر که در زمستان به سوی کرانه‌های اقیانوس‌ها حرکت می‌کند، با وجود آنکه آگاهی دقیقی از وضعیت پراکندگی و تعداد آنها در دست نیست، اما گمان می‌رود که هنوز از پراکندگی نسبتاً خوبی برخوردار باشد.

## سرده‌ها و گونه‌ها
- سرده: نوک‌خنجری‌ها‌ - Avocets
  - نوک‌خنجری ابلق،  Recurvirostra avosetta
  - نوک‌خنجری آمریکایی،  Recurvirostra americana
  - نوک‌خنجری گردن‌سرخ،  Recurvirostra novaehollandiae
  - نوک‌خنجری آند،  Recurvirostra andina
- سرده: چوب‌پاها
  - چوب‌پای بال‌سیاه،  Himantopus himantopus
    - Pied Stilt, Himantopus (himantopus) leucocephalus
    - White-backed stilt, Himantopus (himantopus/mexicanus) melanurus

  - چوب‌پای گردن‌سیاه،  Himantopus mexicanus
  - چوب‌پای هاوایی یا ae'o, Himantopus knudseni یا Himantopus himantopus knudseni یا Himantopus mexicanus knudseni
  - چوب‌پای سیاه،  Himantopus novaezelandiae
- سرده: Cladorhynchus
  - چوب‌پای نواری،  Cladorhynchus leucocephalus